# Rue Solférino (Lille)
Pour les articles homonymes, voir Rue de Solférino.
La rue Solférino, parfois appelée rue de Solférino, est la plus longue voie de Lille, en France.

## Situation et accès
Surnommée la rue de la Soif, sa très forte concentration de bars (l'une des plus fortes de France [réf. souhaitée]) en font un lieu prisé des jeunes et des étudiants. Cette activité concerne principalement le centre de la rue, entre la rue des Stations et la rue Léon Gambetta, où se situe la vie festive et nocturne .
Ses 2 km en font la plus longue rue de Lille . De tracé rectiligne, elle relie le bois de la citadelle et le Parc Jean-Baptiste-Lebas, en passant par les quartiers Lille-Centre, Vauban et Moulins.
La rue Solférino se situe dans le centre de la ville, entre les quartiers Vauban Esquermes (entre la rue d'Armentières et la rue Nationale), Wazemmes (entre la rue Nationale et la rue des Postes) et Lille-Centre (entre le boulevard Vauban et le boulevard Victor-Hugo), à proximité du quartier Moulins situé après son extrémité sud-est. Il s'agit d'une route à double sens, avec une voie dans chaque sens sur la majorité de sa longueur.
Elle est située à proximité des stations de métro Gambetta et République - Beaux-Arts.

### Rues adjacentes

#### Extrémité nord-ouest - direction la citadelle
- Avenue Léon-Jouhaux
- Rue d'Armentières

#### Rues qui coupent la rue Solférino

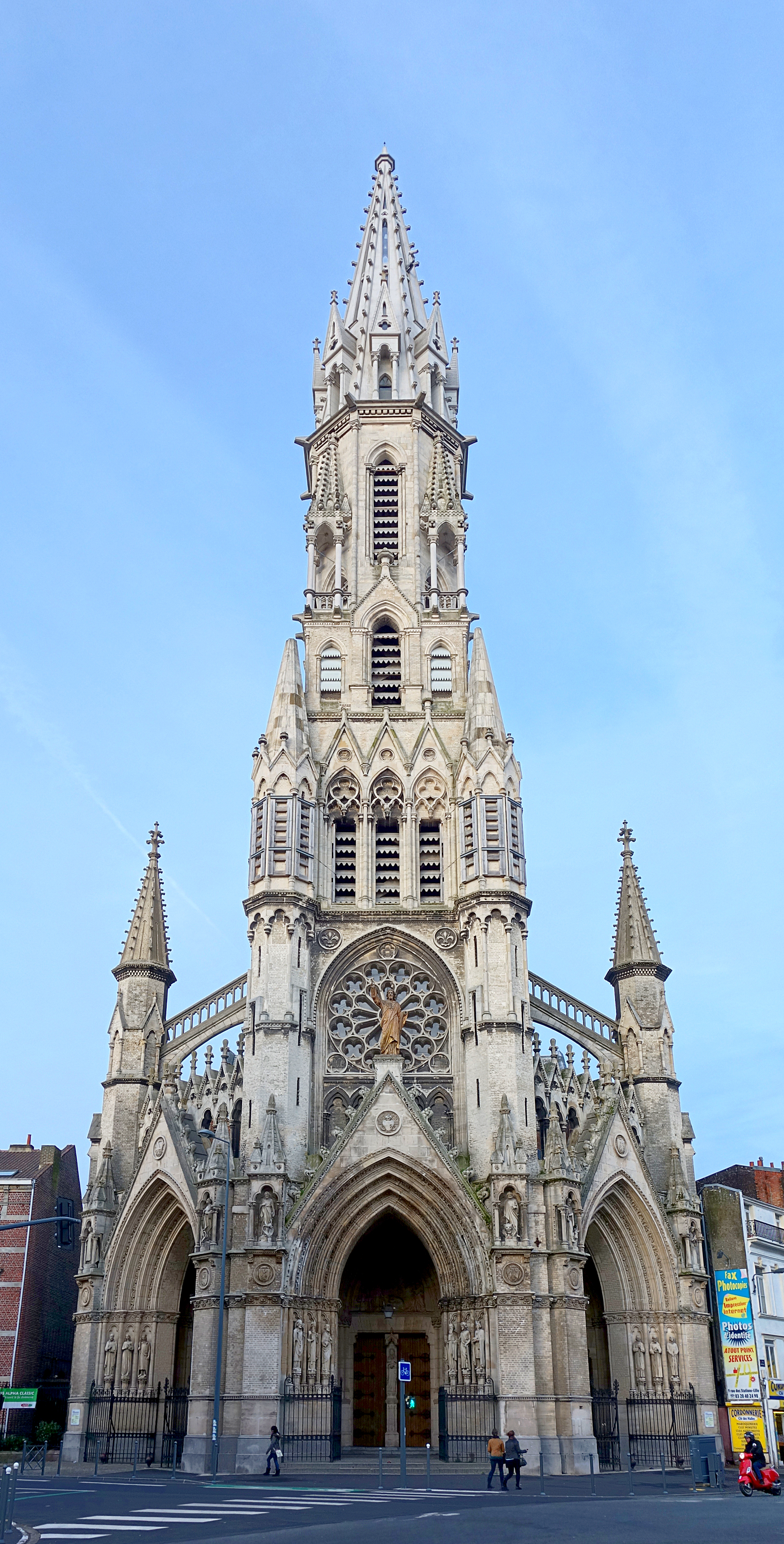
L'église du Sacré-Cœur, au croisement des rues Solférino et Nationale.

- Boulevard Vauban
- Rue Nationale
- Rue Masséna
- Rue Jean Sans-Peur
- Rue Léon Gambetta
- Place Philippe Lebon
- Place Jeanne-d'Arc
- Rue Jeanne-d'Arc

#### Rues qui partent vers l'est - direction Lille-Centre et Vieux-Lille
- Rue Desmazières
- Square Rameau
- Rue des Primeurs
- Rue Saint-Blaise
- Rue Ernest Deconynck
- Rue d'Inkermann
- Rue Nicolas Leblanc
- Rue de Valmy
- Rue Gosselet

#### Rues qui partent vers l'ouest - direction Vauban et Wazemmes
- Allée Saint-Joseph
- Rue de Toul
- Rue de la Digue
- Rue des Stations
- Rue Ratisbonne
- Place Sébastopol
- Parvis Saint-Michel
- Rue de Fleurus
- Rue Brûle-Maison
- Rue Barthélémy-Delespaul

#### Extrémité sud-est - direction Moulins
- Boulevard Victor Hugo
- Rue de Douai
- Rue d'Arras
- Rue de Cambrai

## Origine du nom
Elle doit son nom à la bataille de Solférino, remportée par Napoléon III le 24 juin 1859 durant la campagne d'Italie, en Lombardie, contre les troupes autrichiennes.

## Historique
La rue Solférino fut ouverte en 1865  à la suite de l'agrandissement de la ville en 1858 et de la suppression de l'enceinte fortifiée de la porte de la Barre à la Noble Tour reportée au sud des communes annexées de Moulins-Lille, Wazemmes et Esquermes ce qui amena à tracer une trame de voies nouvelles sur l'ancienne zone de servitude militaire. La rue Solférino fut tracée en partie à l'emplacement de l'ancienne digue qui délimitait une zone inondable au sud des fortifications.
Cette digue, conçue par Vauban à la suite de l'annexion de la ville de Lille au royaume de France en 1667, était destinée à protéger la ville en cas de siège.

## Bâtiments remarquables et lieux de mémoire

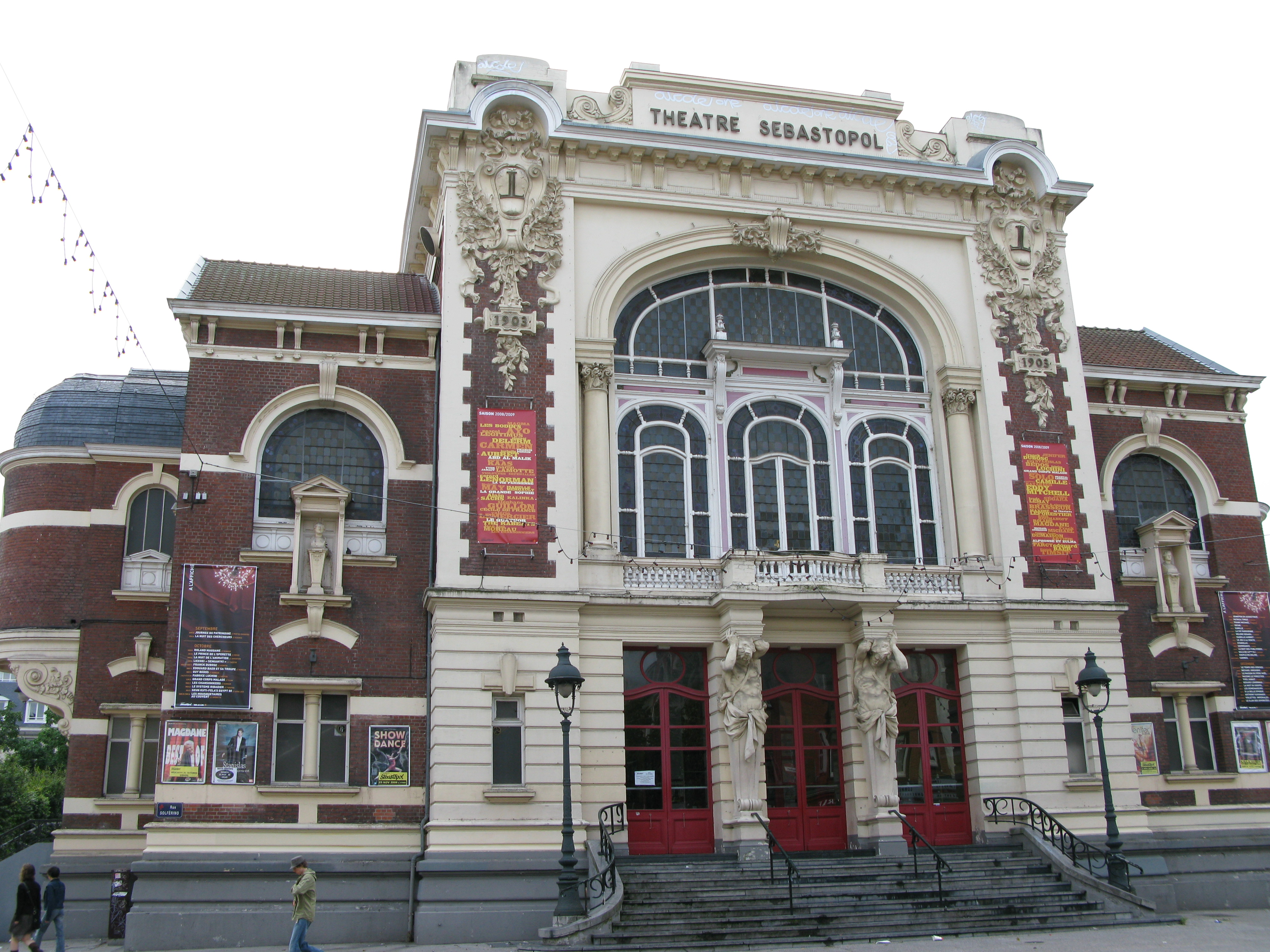
Façade du Théâtre Sébastopol.

- Église du Sacré-Cœur
- Palais Rameau
- Théâtre Sébastopol
- Église Saint-Michel
- Monument Pasteur
- Statue de Jeanne d'Arc